# Église Saint-Joseph d'Enghien-les-Bains
L'église Saint-Joseph est l'église paroissiale catholique d'Enghien-les-Bains au nord de Paris dans le Val-d'Oise. Elle dépend du doyenné d'Enghien du diocèse de Pontoise. Elle est consacrée à saint Joseph. Elle est sise place du Cardinal-Mercier.

## Histoire
L'église Saint-Joseph date de 1860, une dizaine d'années après l'érection d'Enghien-les-Bains en commune. Elle est construite grâce à la générosité de Marie de Mora, la veuve de Joseph Moreno de Mora. L'église a été réalisée sur les plans de l'architecte Auguste Delaporte et les travaux dirigés par Antoine-Gaëtan Guérinot (1830-1891). L'église ne comprend alors qu'une nef de quatre travées mais un agrandissement est prévu dès l'origine avec des bas-côtés.
L'église est agrandie en 1866 par Guérinot avec deux bas-côtés et le clocher est modifié. Les travaux sont réalisés par l'entreprise Pascal Franco. Les travaux se sont terminés en 1868. Une des particularités de l'église est l'utilisation de fines colonnes de fonte tenues par des éléments s'appuyant sur les murs goutterots. Ce type d'architecture avait été utilisé pour la première fois par Louis-Auguste Boileau à l'église Saint-Eugène-Sainte-Cécile de Paris. Ce type de colonnes est plus proche de celui qui avait été mis en place par Anatole de Baudot dans la nef de l'église Saint-Lubin-et-Saint-Jean-Baptiste de Rambouillet.
L'église étant devenue trop petite, l'abbé Simonin,  curé de 1886 à 1932, demande un agrandissement en 1926. C'est le projet des architectes associés Albert Morize, Jean Lacour et René Boutin qui est choisi. En 1927, deux travées sont ajoutées. L'architecte Boutin refait le portail et la façade, sous l'impulsion du chanoine Simonin qui demande que l'édifice s'inspire de l'église Notre-Dame-la-Grande de Poitiers dans un style romano-byzantin,. Le nouveau clocher de style romano-byzantin est érigé avec deux clochetons de chaque côté de la façade. L'église est surnommée à cause de son style « le petit Sacré-Cœur », rappelant le style de la basilique de Montmartre,.          .
L'église appartient aujourd'hui à un regroupement de paroisses comprenant également l'église Saint-Ferdinand d'Argenteuil et la chapelle Saint-Paul de la cité des Raguenets, ainsi que l'église de Saint-Gratien. La paroisse est desservie par les prêtres de la Fraternité missionnaire pour la ville.

## Description
La façade de style romano-byzantin présente trois tympans dans sa partie basse et au milieu des arcades enserrant des statues de dix saints et saintes. L'intérieur est marqué quant à lui par le style néo-gothique.

## Vitraux
Les vitraux sont particulièrement remarquables. Dans le chœur, la verrière présente trois vitraux figurant l'Enfance de Jésus, la Nativité et la Fuite en Égypte, flanquée des vitraux du roi David, de Salomon, d'Élie et de Malachie  réalisés par Claudius Lavergne. 
Des verrières décoratives sont mises en place en 1867 par Antoine Lusson.
Dans la chapelle où se trouve le monument aux morts achevé en 1920 se trouve un vitrail patriotique exécuté par le maître verrier parisien L. Terrien.
Gustave Pierre Dagrant a réalisé en 1924 11 verrières pour remplacer celles réalisées par Antoine Lusson. Un premier vitrail double montre Jeanne d'Arc assistant au couronnement de Charles VII. Dans le bas-côté droit, quatre vitraux représentent une série dédiée aux apparitions de Lourdes, le dernier sainte Catherine Labouré. Le  Le bas-côté gauche montre des guérisons à Lourdes. Au-dessus du monument aux morts, se trouvent deux vitraux représentant l'un l'archange saint Michel devant le mont Saint-Michel avec des soldats à ses pieds (dont l'un est enveloppé dans le drapeau français), et l'autre, sainte Jeanne d'Arc devant la cathédrale de Reims en flammes avec des blessés de la guerre de 1914-1918 à ses pieds.

## Mobilier
La grande croix moderne en bois de tilleul au-dessus de l'autel moderne en granite est des mains de Jacques de Romance dans les années 1980.

## Orgue
Un premier orgue réalisé par Aristide Cavaillé-Coll est installé dans le chœur de la première église. Il a été financé par le comte de Hattet. En 1887, on demande à Cavaillé-Coll de prévoir une autre disposition. L'architecte Dusset présente un projet de tribune au revers de la façade, au-dessus de la porte d'entrée.
C'est en 1901 qu'un orgue réalisé par la maison Merkin et compagnie, placé sur une tribune au revers de la façade. Les travaux sont suivis par les architectes de la ville, Louis Sorel et Henri Moreels.
En 1934, après l'agrandissement de l'église, l'orgue est réinstallé par le facteur d'orgue  Gutschenritter. Il a été restauré et augmentépar la maison Roethinger en 1963, par Adrien Maciet en 1984.